# Cultura Starčevo-Criş

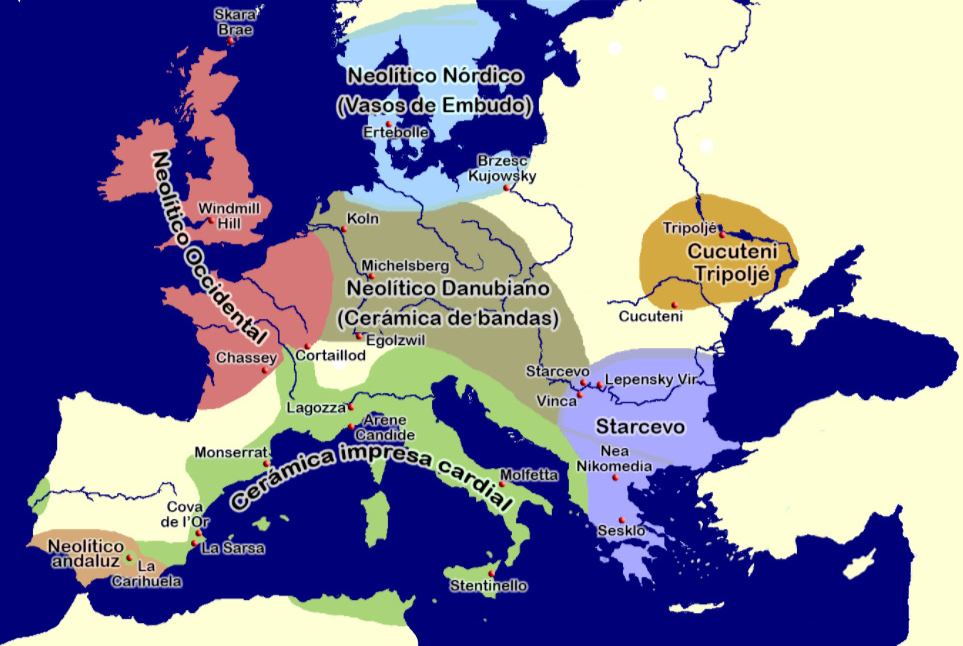
Neolític europeu al Vè mil·lenni aC.

La cultura Starčevo–Körös–Criș és l'agrupació de dues cultures arqueològiques neolítiques relacionades originàries del sud-est d'Europa: la cultura Starčevo i la cultura Körös.

## Assentaments

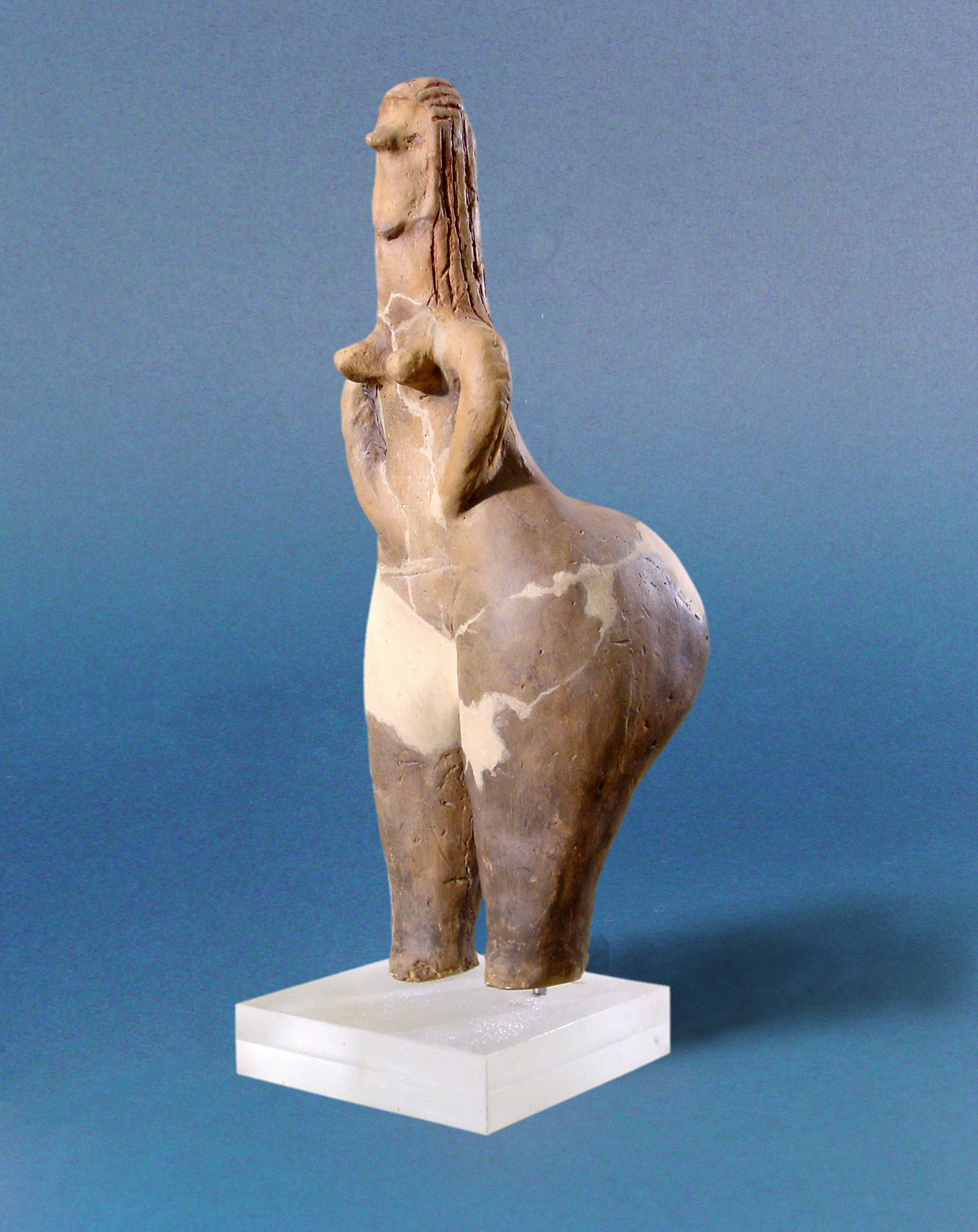
Estatueta del jaciment arqueològic de Donja Branjevina, Odžaci, Vojvodina (Sèrbia).

Alguns dels primers assentaments de la cultura Starčevo–Körös–Criș es van descobrir a la plana del Banat i al sud-oest de Transsilvània. També es van descobrir jaciments amb aquesta cultura al nord-oest dels Balcans, que van produir ceràmica pintada destacada per les seves superfícies de vaixells "barbotines". Els jaciments de Starčevo es van localitzar a Sèrbia, a Körös (Hongria) i a Criș (Romania).

## Característiques
La cultura Starčevo és una cultura arqueològica del sud-est d'Europa. Té una cronologia d'entre c. 5500 i 4500 aC (segons una altra font, entre 6200 i 5200 aC). La cultura Starčevo de vegades s'agrupa i de vegades no.
La cultura Körös és una altra cultura arqueològica neolítica, però de l'Europa central. Va rebre el nom del riu Körös de l'est d'Hongria i l'oest de Romania, on rep el nom de Criș. En va desenvolupar entre el 5800 i el 5300 aC aproximadament.